# Tiaris obscurus
Tiaris obscurus là một loài chim trong họ Thraupidae.